# Agapetus kimminsi
Agapetus kimminsi is een schietmot uit de familie Glossosomatidae. De soort komt voor in het Australaziatisch gebied.